# Ali Kosh

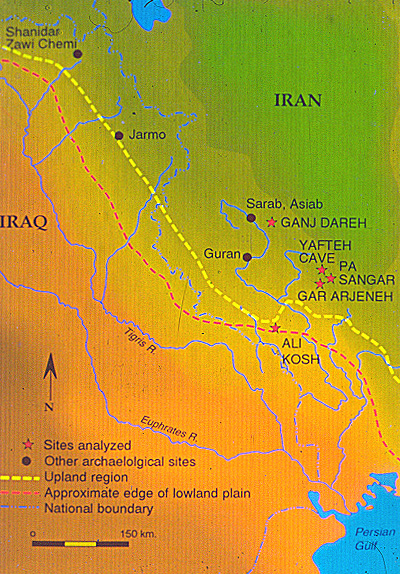
Karta som visar Ali Koshs läge i förhållande till andra tidigneolitiska boplatser.

Ali Kosh är en tellbosättning från tidigneolitikum i sydvästra i Iran, utgrävd på 1960-talet.
Boplatsen, som brukats mellan 7.500 och 5.600 f. Kr. (okalibrerade C-14 dateringar) uppvisar tre faser, vilka visar att man övergått från insamling av vilda växter till sädesodling. Under första perioden insamlades mer än 30 olika vilda växtarter, samtidigt som man odlade mindre mängder korn och emmer. Jakt och fiske spelade en betydande roll, men domesticerade får och getter fick allt större betydelse. Rektangulära hus byggdes i block av obränd lera. Bosättningen verkar från början ha varit säsongsbunden men sedan blivit permanent. Redskap av ben och flinta var vanliga, keramik börjar tillverkas först under sista fasen. Gravar är påträffade från de båda senare faserna.